# Neobatrachus aquilonius
Neobatrachus aquilonius är en groddjursart som beskrevs av Tyler, Davies och Martin 1981. Neobatrachus aquilonius ingår i släktet Neobatrachus och familjen Limnodynastidae. IUCN kategoriserar arten globalt som livskraftig. Inga underarter finns listade i Catalogue of Life.